# Papež Gregor IV.
Gregor IV., papež Rimskokatoliške cerkve; * okrog 790 Rim (Papeška država, Frankovsko kraljestvo); † 25. januar 844 Rim ( Papeška država, Italija, Sveto rimsko cesarstvo).

## Življenjepis
Septembra 827 je umrl papež Valentin. Kmalu po njegovi smrti, meseca oktobra, so izvolili benediktinca Gregorja, ki je bil kardinal-duhovnik pri sv. Marku v Rimu, za njegovega naslednika. Rojen je bil v Rimu v plemeniti družini. Očetu je bilo ime Janez.  Na potrditev svetorimskega cesarja Ludvika Pobožnega je bilo treba čakati skoraj pol leta in je bil tako posvečen šele 29. marca 828. 

### Razpad mogočnegaFrankovskega cesarstva
Ludvik je prvotno nameraval cesarstvo razdeliti med svoje tri sinove. Ko se mu je v drugem zakonu rodil še en sin, je odločitev preklical. Tako je pod Gregorjevim pontifikatom po Ludvikovi smrti (umrl je 20. junija 840 star 64 let) prišlo do odkritega spopada in prave državljanske vojne med Ludvikovimi sinovi iz prvega zakona. 
Papež je skušal posredovati, vendar najprej ni imel veliko uspeha. 
Z očetovo smrtjo je namreč Lotar prišel v posest cesarskega naslova. Da bi postal cesar v resnici, je sklenil svoje brate k temu prisiliti z oboroženo silo. Zavrnil je Gregorjeve mirovne poslance in prestopil Alpe. Strašna bitka pri Fontenayu (danes Fontenoy- en-Puisaye) blizu Auxerra 841. leta je imela za posledico ne le Lotarjev poraz, ampak pravzaprav tudi uničenje frankovskega naroda, in končno tudi njihovega cesarstva. Ker je cesarstvo propadlo, so Saraceni lahko nemoteno nadaljevali svoja osvajanja. 
Diakon in letopisec Flor (Florus) je glede tega leta 841. vzdihovaje zapisal: 
“Nekoč je bilo eno mogočno cesarstvo, s sijajno krono: en vladar in eno ljudstvo! Poganski narodi so ponižno priklonili svoje glave pod jarem vere, krivoverci pa si noter niso upali niti vstopiti ne; toda ponosna stavba se je danes do temeljev podrla; eno cesarstvo je razpadlo na tri dele, kjer ni prostora za cesarja; namesto kralja so zdaj kraljički, namesto cesarstva državice.« 
Šele tedaj je papež dosegel s posredovanjem ravenskega nadškofa Jurija, da so sinovi le sprejeli očetovo razdelitev in sklenili 843 Verdunski sporazum. Državo Karla Velikega so si razdelili takole: Lotar je zadržal cesarski naslov, Italijo in Porenje, Ludvik je dobil Nemčijo, Karel Francijo, a Pipin je med tem časom umrl. 

### Dela
Med Gregorjevim pontifikatom so si Saraceni prisvojili Sicilijo ; nato so jih klicali na pomoč v svojih spopadih mali kraljeviči v južni Italiji . Da bi zavaroval Rim, je papež utrdil starodavno pristanišče Ostijo z zidavo močnega obzidja, ki so ga po njem imenovali Gregoriopolis. Za dobrobit Rima in “Patrimonium sancti Petri” (Nadarbina svetega Petra) je Gregor popravil vodovode in cerkve in ustanovil kmetijska gospodarstva v Kampaniji. 
Spodbujal je pogumne napore, ki jih je Oskar (Ansgar, Anaschar), apostol Severa, vlagal v spreobrnjenje Švedov . Posvetil ga je za prvega nadškofa Hamburga in mu poslal palij. “Pred telesom in veroizpovedjo blaženega Petra” mu je dal “popolno oblast za oznanjevanje evangelija” ter ga postavil za svojega legata “med Švedi, Danci  in Slovani .”
Papež Gregor IV. je v zahodno bogoslužje uvedel praznik Vseh svetnikov in sicer je za to praznovanje določil 1. november, kar se je obdržalo vse do danes. 

## Smrt in ocena
Papež Gregor IV. je umrl v Rimu, 25. januarja 844. Pokopan je v Baziliki svetega Petra v Vatikanu.